# Onychocheres alatus
Onychocheres alatus is een eenoogkreeftjessoort uit de familie van de Asterocheridae. De wetenschappelijke naam van de soort is voor het eerst geldig gepubliceerd in 1986 door Stock & Gooding.